# دوقية قنطبرية

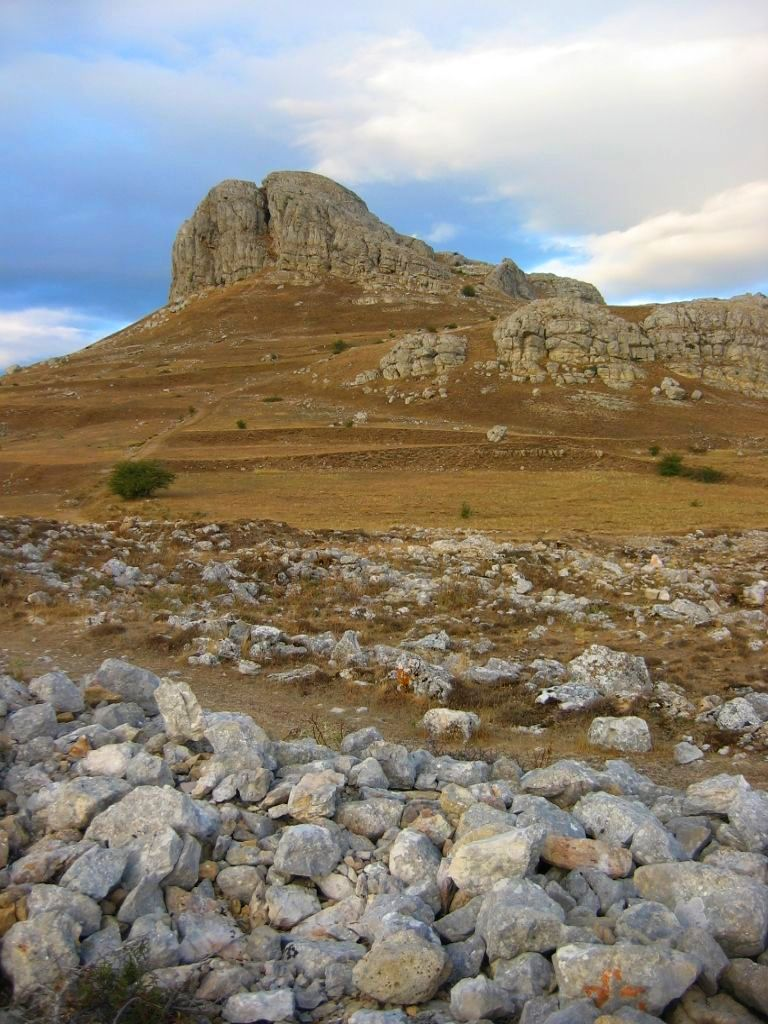
بينيا أمايا، حيث تقع مدينة أمايا الكانتابرية القديمة. يقع في الطرف الجنوبي من لا لورا في بورغوس، ويبدو وكأنه برج مراقبة متقدم فوق الريف القشتالي.

دوقية قنطبرية أو دوقية كانتابريا كانت منطقة إدارية أو عسكرية تابعة لمملكة القوط الغربيين، نشأت بعد ضم القوط للأراضي الواقعة شمال برغش والساحل الكتنبري من قبل الملك ليوفيجيلد، والذي اكتمل حوالي عام 581.

## وجود الدوقية
المصادر التاريخية التي تذكر وجود هذه الدوقية، مثل القانون المجمعي لمجمع طليطلة الثالث عشر ، أو مذكرات مجهول رافينا ، على الرغم من كونها مؤشرات واضحة على وجود هذه الدوقية، ليست أدلة دامغة، إذ يؤكد مؤرخون آخرون أن لقب دوق الممنوح لبطرة دوق كانتابريا كان لقبا تشريفيا فقط.

## حدود الدوقية

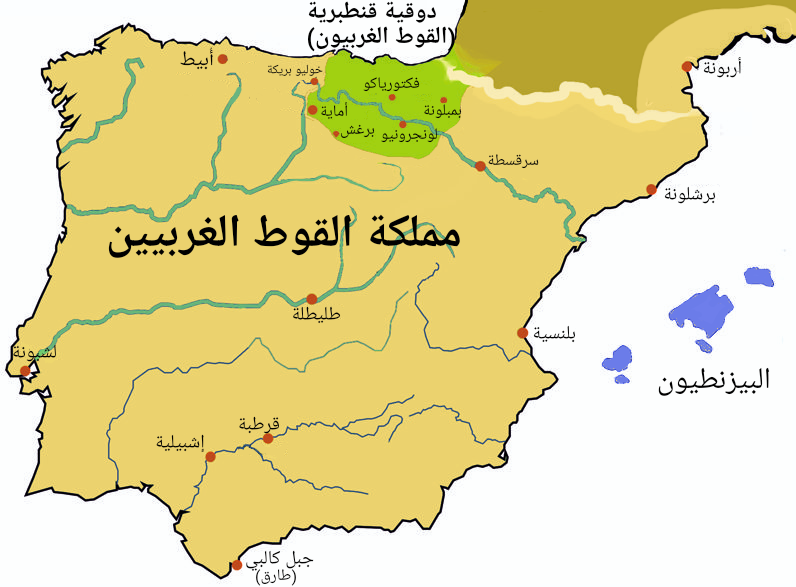
الحدود الافتراضية لدوقية كانتابريا، بحسب مارتينيز دييز

لا تزال حدودها الافتراضية غير واضحة حتى اليوم. حدد مارتينيز دييز حدودها التقريبية في ساحل كانتابرية، من أقطانية إلى خليج شنت أندر ؛ من هنا، وفي الاتجاه الجنوبي الشرقي، تمتد إلى نهر باس إلى حتى ميناء إسكودو ، ومن هنا إلى أجيلار دي كامبو ؛ واستمروا على طول مجرى نهر منطقة بيسقورة العليا حتى محيط بينيا أمايا ، حيث تتواجد العاصمة؛ وتمتد في اتجاه الشرق إلى الجنوب الشرقي إلى برغش لتتبع سفوح سلسلة جبال ديماندا إلى آغردا والتوجه من الشمال إلى الشمال الشرقي، مرورًا بسانغويسا إلى جبال البرانس .  يرى غونزاليس إيشيجاراي أن دوقية كانتابريا تتماهى مع أماكن وجود الشعب الكتنبري القديم، مع التركيز على حقيقة أن المصادر الكلاسيكية تذكر جبل هيجيدو ، في منطقة كانتابريا الحالي المتمتع بالحكم الذاتي، كجزء من هذه المقاطعة.  وبالمثل، يرى بيريدا دي لا ريجويرا أن امتداد الدوقية لم يشمل أراضي كانتابريا فحسب، بل منطقة أكبر بكثير تمتد إلى لاريوخا. 

## دوقية قنطبرية ومملكة أستورياس
على أي حال، فإن بطرة (بيدرو دوق كانتابريا الثاني)، والد الملك ألفونسو الأول ، لقب بدوق كانتابريا حسب سجلات الأساقفة .
والحقيقة هي أنه بعد الفتح الإسلامي، كانت كانت قنطبرية المنطقة الوحيدة في شبه الجزيرة الأيبيرية التي لم يتم إنشاء حاميات ثابتة أو مراكز إدارية فيها، رغم دخول جيوش الفاتحين لجنوب المنطقة. 
وفقًا للمؤرخ خواكين غونزاليس إيشيغاراي في عمله كانتابريا أنتيغوا، عُين بيلايو ، الذي قاد انتفاضة ضد حاكم ما وراء الدروب (شمال الأندلس) مونوسة ، زعيمًا للمسيحيين، وانتزع إقليم أستورياس من حكم المسلمين وأبرم اتفاقًا مع دوق قطنبرية بطرة، والتي بموجبها تم ترتيب زواج إرميسيندا، ابنة دون بيلايو، مع ألفونسو، ابن الدوق بطرة، مما عزز اتحاد المملكتين المسيحيتين. عند وفاة دون بيلايو عام 737، تم تعيين ابنه فافيلا أميرا، والذي قتل بعد ثلاث سنوات على يد دب أثناء عملية صيد في لويفيس، وهي قرية تقع على جبل كانجاس دي أونيس. واُنتخب ألفونسو خليفة على عرش والد زوجته دون بيلايو وصهره فافيلا بالرغم من أن فافيلا كان لديه أطفال، إلا أنهم كانوا قاصرين. على أية حال، لم يستخدم ألفونسو الأول الملقب بالكاثوليكي مطلقًا لقب دوق قطنبرية، واستمر اسم أستورياس في الإشارة إلى المملكة بشكل عام، وفي وقت لاحق أيضًا سُميت غالبية أراضي الدوقية اليوم باسم لاس أستورياس سانتيلانا . ومع ذلك، فإن دوقية قطنبرية، التي كانت لا تزال إقليما ذو حكم ذاتي في أستورياس، تنازل عنها ألفونسو الأول لأخيه فرويلا بمجرد حصوله على عرش أستورياس، لذلك استمرت الدوقية كتقسيم إقليمي حتى 768 (تاريخ وفاة فرويلا). يقول عالم الأنساب لويس دي سالازار إي كاسترو أن الدوقية تم تقسيمها بين إخوة ملك أستورياس أوريليو ، ابن فرويلا، آخر دوق كانتابريا، بهذه الطريقة: مقاطعة قشتالة رودريغو فرويلاز ، مقاطعة لارا لصالح غونزالو فرويلاز ومقاطعة كاستروجايرز لصالح سيجيريكو، بالإضافة إلى مقاطعات صغيرة أخرى. 